# Caan
Caan är en kommun och ort i Westerwaldkreis i förbundslandet Rheinland-Pfalz i Tyskland.
Kommunen ingår i kommunalförbundet Verbandsgemeinde Ransbach-Baumbach tillsammans med ytterligare tio kommuner.